# Szamoai papagájamandina
A szamoai papagájamandina (Erythrura cyaneovirens) vagy (Amblynura cyaneovirens) a madarak osztályának a verébalakúak (Passeriformes) rendjébe, ezen belül a díszpintyfélék (Estrildidae) családjába tartozó faj.

## Rendszerezése
A fajt Titian Ramsay Peale amerikai ornitológus írta le 1848-ban, a Geospiza nembe  Geospiza cyaneovirens néven.

## Alfajai
- Erythrura cyaneovirens cyaneovirens (Peale, 1848)
- Erythrura cyaneovirens gaughrani duPont, 1972[2]

## Előfordulása
Csendes-óceán délnyugati részén, Szamoa  és Vanuatu területén honos. Természetes élőhelyei a szubtrópusi és trópusi síkvidéki esőerdők és száraz gyepek, valamint ültetvények, legelők és szántóföldek. Állandó, nem vonuló faj.

## Megjelenése
Testhossza 10 centiméter.

## Természetvédelmi helyzete
Az elterjedési területe még nagy, de az erdőirtások miatt csökken, egyedszáma 10000-19999 példány közötti és szintén csökken. A Természetvédelmi Világszövetség Vörös listáján mérsékelten fenyegetett fajként szerepel.